# Contes per a nens i nenes políticament correctes
Contes per a nens i nenes políticament correctes (títol original en anglès: Politically Correct Bedtime Stories) és un llibre de James Finn Garner, publicat en 1994, en el qual Garner satiritza la tendència cap a la correcció política i la censura de la literatura infantil, amb èmfasi en l'humor i la paròdia. La major part del llibre consisteix en contes de fades com La Caputxeta Vermella, els tres porquets i Blancaneu, reescrits d'acord amb els principis que un adult consideraria políticament correctes. En català va ser traduït per Quim Monzó i Maria Roura.

## Els tres porquets

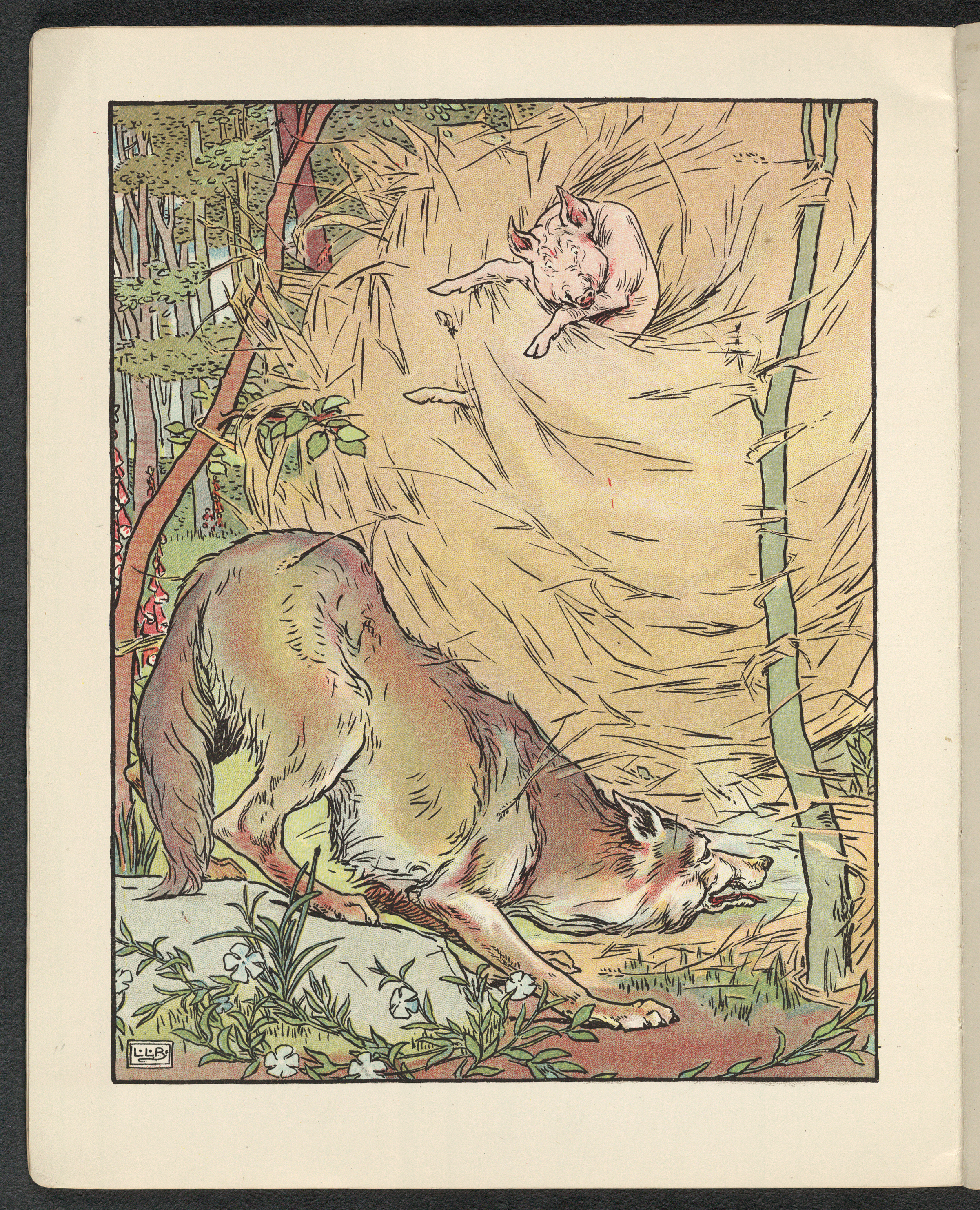

Una vegada hi havia tres porquets que es van construir una casa preciosa cadascú: un la va fer de palla, un altre de troncs i el tercer de maons. Vivien en pau fins que va arribar un llop que tenia molta gana física i ideològica. Els porquets es van amagar a la casa de palla però el llop va bufar i la va abatre i va crear al solar una plantació bananera. Tot seguit, els porquets es van refugiar a la casa de troncs, però el llop va bufar i rebufar i va enderrocar aquesta casa també. A continuació, els porcs es van protegir a la casa de maons, mentre que el llop imperialista, opressor i carnívor ajudat d'altres llops edificaven uns xalets adossats per a llops de vacances. Aquesta vegada no va poder tombar la casa de maons, mentre els porquets a dins enviaven cartes de protesta a les Nacions Unides i a ONG. Finalment, de tant de bufar i per l'excés de greixos en la seva alimentais va morir d'un atac al cor. Els tres porquets van celebrar la victòria i van alliberar la seva pàtria dels llops opressors degollant-los i instaurant una democràcia socialista modèlica quant a l'ensenyament, a la sanitat i l'habitatge.
- El llop: gros, dolent, opressor i amb intencions expansionistes.
- Els tres porquets: pacífics, en harmonia amb el medi ambient, espavilats i organitzats.

Aquesta història és una adaptació del conte tradicional Els tres porquets.

## El vestit nou de l'emperador
Temps era temps un sastre ambulant que van portar davant de l'emperador perquè havia abusat de l'alcohol en la taverna del poble. El sastre, per evitar ser expulsat, va proposar a l'emperador dissenyar un vestit que només el pogueren veure persones moralment virtuoses. Aquesta idea testosterònica va agradar tant a l'emperador, que quan es va veure amb el disseny del sastre va quedar ben satisfet, tot i que de disseny ben poc: anava completament nu. L'endemà hi va haver una 
desfilada per ensenyar el disseny i, a partir d'aquest dia, tothom del reialme va poder anar vestit o nu, i el sastre el va haver d'abandonar perquè es va quedar privat del seu mitjà de subsistència.
- Sastre: astut, entabanador i li agrada explicar històries plenes de prejudicis.
- Emperador: egocèntric, tirà presumit i amb una evident discapacitat cultural.

Aquest és un conte que parodia El vestit nou de l'emperador

## Les tres cabretes interdependents
Una família de tres cabretes necessiten travessar un pont per arribar en la muntanya a noves pastures més tendres. Però, abans s'hauran d'enfrontar a un gnom que se les vol menjar.
- Cabreta 1, la menys avançada cronològicament i molt dependent de les altres.
- Cabreta 2, la mitjana.
- Cabreta 3, la major, molt avançada amb banyes grosses i punxegudes i potes dures i gruixudes.
- Gnom, brut, pelut i pudent.[4]

## La Meravella
Aquest conte és una versió políticament correcta del conte tradicional Rapunzel, dels germans Grimm. Un recollidor de cartons i la seua dona, de nivell socioeconòmic baix, vivien al costat d'una bruixa que tenia un hort on conreava verdures. La dona, que estava embarassada, va tenir desig menjar un enciam d'aquell hort i va demanar el seu marit de saltar la tanca i agafar-ne un. En el moment de fer-ho va ser enxampat per la bruixa, que li va retraure el robatori de la verdura. El pobre recollidor de cartons va suplicar que no el matés i aquella li va perdonar la vida. Un temps després la dona va donar a llum una nena a qui van posar per nom Meravella. Aleshores es tornà a presentar la bruixa i els va exigir que li donaren la filla acabada de nàixer, ja que ella havia perdonat la vida al pare. La va tancar en una torre alta sense escales i amb una només una finestra. Allí la va anar criant i només s'hi podia accedir a dalt usant la cabellera de la Meravella, que era llarguíssima. Un dia un príncep que passejava prop de la torre va observar com la bruixa demanava que li llançara la cabellera per pujar i ell repetí les paraules de la bruixa per accedir-hi una vegada la bruixa havia marxat. La bruixa havia educat la veu de la Meravella i el príncep volia tornar-la a sentir cantar, ja que tenia una veu preciosa. En això va tornar la bruixa i va començar la discussió sobre l'explotació de la veu de la Meravella i ella va aprofitar per escapar de la torre i dedicar la seua vida a regalar la seua veu de franc a tots aquells que la sentiren.
- Recollidor de cartons: home de nivell socioeconòmic no gaire elevat, una mica feble i poruc.
- Dona del recollidor de cartons: embarassada i provoca el conflicte a causa del seu desig.
- Bruixa: discapacitada afectivament, explotadora.
- Meravella: jove protagonista amb una cabellera extraordinària i una veu preciosa
- Príncep: accedeix a la Meravella perquè vol aprofitar-se de la seua veu.

## La Ventafocs
La Ventafocs vivia amb sa madrastra i les seues germanastres les quals la maltractaven. Un dia el ball al palau s'havia convocat. A casa totes estaven convidades excepte ella. De sobte se li va aparèixer un fad (masculí de fada) i amb un vestit arrapat al cos que quasi tallava la respiració i amb unes sabates de taló que li destrossaven la seua estructura òssia es va dirigir al palau. En arribar-hi amb el carruatge arrossegat per uns cavalls esclaus, l'expectació fou màxima. El príncep va quedar bocabadat en veure-la. I així els mascles de la sala comencen una lluita ferotge per la bella femella. Les altres femelles sentien enveja de l'atracció que despertava la Ventafocs i ningú va parar atenció a les 12 campanades que sonaven i que la van deixar amb els seus parracs de minyona. Ella es va sentir alliberada de tot allò que oprimia el seu cos, la resta de dones la van imitar i es van posar a ballar ben còmodes en viso i descalces mentre les persones masculines es van matar uns als altres. Les dones van crear una cooperativa tèxtil que facturaria només roba còmoda.
- La Ventafocs. Minyona revolucionària maltractada per la madrastra i d'una gran bellesa.
- Príncep. Mascle carregat de testosterona.
- Madrastra i germanastres. Envejoses d'un cos perfecte La Blancaneu és un conte dels germans Grimm adaptat al llenguatge políticament correcte per James Finn Garner.[7]

## Blancaneu
La Blancaneu és una princesa que es queda òrfena i el seu pare es casa amb una "persona femenina" amb problemes d'autoestima. Després d'una consulta al mirall clarivident, que li confirma a la reina que la seua bellesa és inferior a la de la Blancaneu, i donat que la relació entre ambdues era molt distant, la reina decideix desfer-se de la seua fillastra encarregant al llenyataire que la mate al bosc i li porte el seu cor. No obstant això, aquest li perdona la vida i li diu que s'endinse al bosc, on la princesa es troba amb una casa on viuen els Set Altíssims Gegants, que li permeten quedar-se a casa seua. Un príncep acudeix a la trobada masculina, organitzada pels Set Altíssims Gegants, per tal de curar-se la impotència i desperta a la reina i la princesa, que havien fet les paus, i es rebel·len davant les intencions sexuals dels protagonistes masculins. Els personatges principals són:
- La Blancaneu. És una princesa "gens desatractiva" i de caràcter agradable.
- Rei. Es casa amb la Reina després de finir la seua dona.
- Reina. Víctima del sistema patriarcal i amb poca autoestima.
- Company llenyataire. Amant de la naturalesa i amb sentiments nobles.
- Set Altíssims Gegants. Persones masculines verticalment deficients amb idees emprenedores, que treballen la masculinitat mitjançant trobades espirituals al bosc.
- Príncep. Personatge masculí que acudeix a les trobades per curar-se la impotència.